# 富山敬
富山敬（1938年10月31日—1995年9月25日），是日本男性配音员，本名。出生於偽滿州國的鞍山，二次大戰結束後隨家人居住於東京，是日本著名的男性聲優，代表作有宇宙戰艦大和號的古代進、銀河英雄傳說的楊威利、櫻桃小丸子的櫻友藏等。1995年8月18日在錄製完櫻桃小丸子第2期第38話後，便表示身體不適，8月21日住院，發現為胰臟癌末期，9月25日去世，享年57歲。

## 主要作品和演出人物
- 《小甜甜》candy candy--陶斯(テリュース・G・グランチェスター)
- 《樱桃小丸子》——（爺爺（櫻友藏）（第一代））、穗波真太郎
- 《宇宙战舰大和号》系列——古代进
- 《神勇戰士》——坛斗志也
- 《巨人之星》——太田幸司、牧场春彦（3代目）
- 《小拳王》
- 《The_Ultraman》——光超一郎
- 《古靈精怪》——春日隆
- 《科學小飛俠》——アラン神父（第81话）、メッケル（第96话）
- 《無敵鐵金剛》——纯一（第12话）
- 《金剛戰神》——宇门大介/杜克‧弗利特
- 《无敌钢人泰坦3》——安东长官（第34话）
- 《野球狂の诗》——国立玉一郎
- 《鲁邦三世》（1971年版第1作）——曼达拉的辰（第6话）
- 《霹靂日光號》——城哲治/ジェット‧ジョー（第26~27话）
- 《三国志》——诸葛亮孔明
- 《铁臂阿童木》（1980年版第2作）——名探侦シャーロック‧ホームスパン
- 《魔境伝说アクロバンチ》——アルタ
- 《花仙子》——スイート‧ルックフォードジュニア
- 《我與我 兩個綠蒂》——路德維希・帕爾菲

### OVA
- 《银河英雄传说》——杨威利
- 《战区88》——西蒙‧米奇
- 《机动警察》（新OVA）——英格拉曼0号（第15话）、剧情解说（第15话）
- 《戦国奇谭妖刀伝》——进之助
- 《戦国武将列伝 爆风童子ヒッサツマン》——旁白、记者
- 《妖精王》——庫夫林

### 剧场版动画
- 《宇宙战舰大和号》系列——古代进
- 《战区88：燃烧的海市蜃楼》——西蒙‧米奇
- 《银河铁道999》——大山トチロー
- 《金剛戰神、盖特机器人G、大魔神：决战！大海兽》——宇门大介/杜克‧弗利特
- 《金剛戰神对大魔神》——宇门大介/杜克‧弗利特
- 《咯咯咯的鬼太郎》（1980年代4作品）——鼠男
- 《银河英雄传说：我的征途是星辰大海》——杨威利
- 《银河英雄传说：新战争的序曲》——杨威利
- 《骷髅13》（1983年剧场版）——罗伯特‧道森
- 《蠟筆小新：雲黑齋的野心》（1995年劇場版）——ヒエール・ジョコマン